# فورد فيوجن هايبرد
فورد فيوجن هايبرد هو نسخة هجينة تعمل بالبنزين والكهرباء من سيارة فورد فيوجن متوسطة الحجم، التي تم تصنيعها وتسويقها من قبل فورد، والتي كانت لها جيلان. تم إصدار نسخة هجينة قابلة للشحن، فورد فيوجن إينيرجي، في الولايات المتحدة في فبراير 2013. وكان آخر عام إنتاج لجميع موديلات فورد فيوجن هو 2020.
تم إطلاق الجيل الأول في السوق الأمريكية في مارس 2009 لموديل 2010، جنبًا إلى جنب مع النسخ المشابهة لها مثل ميركوري ميلان هايبرد ولينكولن MKZ هايبرد. تم إطلاق الجيل الثاني تحت علامتي فورد ولينكولن لموديل 2013، وبدأ البيع في الولايات المتحدة في أكتوبر 2012.
تم تصنيف وكالة حماية البيئة الأمريكية (EPA) لسيارة فورد فيوجن هايبرد 2010 بـ 39 ميلًا للجالون (6.0 لتر/100 كم؛ 47 ميلًا للجالون بالنسبة للمعيار البريطاني) في القيادة المشتركة بين المدينة والطريق السريع. في الجيل الثاني، تحسن تصنيف استهلاك الوقود إلى 42 ميلًا للجالون (5.6 لتر/100 كم؛ 50 ميلًا للجالون بالنسبة للمعيار البريطاني) للقيادة المشتركة بين المدينة والطريق السريع. كما تم تصنيف سيارة إينيرجي في وضع القيادة الكهربائية بالكامل بـ 88 ميلًا للجالون مكافئ للغاز (MPG-e) (2.7 لتر مكافئ للغاز/100 كم؛ 106 ميلًا للجالون بالنسبة للمعيار البريطاني). وفي وضع التشغيل الهجين (وضع الحفاظ على الشحن)، حصلت إينيرجي على استهلاك وقود مشترك قدره 38 ميلًا للجالون (6.2 لتر/100 كم؛ 46 ميلًا للجالون بالنسبة للمعيار البريطاني).
فازت فورد فيوجن هايبرد بجائزة سيارة العام في أمريكا الشمالية 2010، وفازت مجموعة فورد فيوجن لعام 2013 بالكامل، بما في ذلك النسخ الهجينة والقابلة للشحن، بجائزة سيارة العام الخضراء 2013. وحتى ديسمبر 2016، تم بيع أكثر من 285,000 وحدة من عائلة فيوجن هايبرد في الولايات المتحدة منذ عام 2009، بما في ذلك النسخة الهجينة القابلة للشحن. وحتى ديسمبر 2016، وصل إجمالي مبيعات فورد فيوجن إينيرجي إلى 43,327 وحدة تم تسليمها في سوقها الرئيسي، الولايات المتحدة.